# Česma
Česma je řeka v Chorvatsku. Je dlouhá 123 km a prochází Bjelovarsko-bilogorskou, Záhřebskou a Sisacko-moslavinskou župou. Pramení na v blízkosti vesnice Mali Grđevac (součást opčiny Veliki Grđevac) a ústí do řeky Lonji. Na řece leží město Čazma, jehož název je velmi podobný názvu řeky. Svojí délkou je Česma devátou nejdelší řekou v Chorvatsku.
Nedaleko měst Bjelovar a Čazma se na řece nachází mnoho rybníků.

## Sídla ležící u břehu řeky
Mali Grđevac, Velika Barna, Gornja Kovačica, Veliki Grđevac, Pavlovac, Dražica, Nova Plošćica, Orlovac, Stara Plošćica, Sasovac, Međurača, Kolarevo Selo, Paljevine, Narta, Blatnica, Staro Štefanje, Zdenčec, Sišćani, Komuševac, Donji Draganec, Čazma, Dereza, Bosiljevo, Općevac, Palančani, Šušnjari, Donji Prnjarovec, Konšćani, Obedišće, Vezišće, Okoli

## Přítoky
Největšími přítoky Česmy jsou řeky Crnčina, Glogovnica a Srijedska, dalšími přítoky jsou Bjelovacka, Ludina a Plavnica.